# Bâtiment situé 45 rue Branka Krsmanovića à Paraćin
Le bâtiment situé 45 rue Branka Krsmanovića à Paraćin (en serbe cyrillique : Зграда у Ул. Бранка Крсмановића 45 у Параћину ; en serbe latin : Zgrada u Ul. Branka Krsmanovića 45 u Paraćinu) se trouve à Paraćin, dans le district de Pomoravlje, en Serbie. Il est inscrit sur la liste des monuments culturels protégés de la république de Serbie (identifiant no SK 738).

## Présentation
Le bâtiment a été construit vers 1930 pour la famille de l'ingénieur Predrag Nikolić, cofondateur et copropriétaire de l'usine textile Braća Teokarević. Elle a été réalisée selon un projet de l'architecte Milutin Borisavljević, qui était influencé par la tradition architecturale française. Le bâtiment est ainsi caractéristique du style académique dans sa variante éclectique, particulièrement visible dans les détails : fenêtres cintrées, guirlandes, pilastres, balustrades sur les parapets en-dessous des fenêtres, ainsi que dans la corniche du toit et la mansarde.
À l'intérieur, au rez-de-chaussée, l'espace est organisé autour d'un hall central ; on y trouve deux chambres, une salle de travail, une salle à manger et une cuisine. Un escalier en bois conduit à la fois à l'étage mansardé et à la cave. Les détails ont été choisis avec un grand soin : la cheminée du hall est couverte de carreaux venus de Tchécoslovaquie, les lustres en fer forgé sont ornés de globes en cristal ; les murs étaient peints et les plafonds étaient ornés de corniches en gypse et de rosettes au rez-de-chaussée et en bois dans la partie mansardée.
Aujourd'hui, la « vila Nikolić » abrite des salles et une galerie du centre culturel de Paraćin,.